# Arhavi
Arhavi es una ciudad y distrito de la provincia de Artvin en las montañas de la costa del mar Negro en el este de Turquía.